# مد ایرویز
مد ایرویز (به انگلیسی: Med Airways) یک شرکت هواپیمایی با کد یاتا 7Y است که در تاریخ ۲۰۰۰ میلادی تأسیس شده است. دفتر مرکزی مد ایرویز در بیروت، لبنان واقع شده‌است و قطب این شرکت هواپیمایی در فرودگاه بین‌المللی رفیق حریری بیروت قرار دارد و به ۷ مقصد، پرواز مستقیم انجام می‌دهد.